# Sofia Geisler
Sofia Johanna Geisler (født 1962 eller 1963 i Sisimiut, Grønland) er en grønlandsk politiker og journalist. Hun var medlem af Grønlands parlament for Inuit Ataqatigiit fra 2018 til 2022.
Sofia Geisler afsluttede folkeskolen i Sisimiut i 1979 og tog derefter HF på Grønlands Seminarium (Ilinniarfissuaq) indtil 1982. Derefter blev hun uddannet som journalist på Grønlands Handelsskole (Niuernermik Ilinniarfik) indtil 1990. Hun gennemførte også en HA i erhvervsøkonomi på Aalborg Universitetscenter i 1994. Fra 1995 til 1998 var hun kommunikationsmedarbejder i Royal Greenland. Fra 1998 til 1999 var hun redaktionschef for radioavisen på Kalaallit Nunaata Radioa. Fra 2000 til 2007 arbejdede hun som uddannelsesleder på Journalistskolen. Derefter vendte hun tilbage til Royal Greenland, hvor hun var kommunikationskonsulent fra 2007 til 2009. Fra 2009 til 2011 arbejdede hun i Qaasuitsup Kommune. Fra 2011 til 2014 var hun kommunikationschef i Selvstyret, fra 2014 til 2017 i KNI og i 2017 i Grønlands Lufthavne (Mittarfeqarfiit). Fra 2017 til 2018 var hun studievært på Kalaallit Nunaata Radioa. Hun har også arbejdet også som stresscoach og mediator.
Sofia Geisler stillede op for Inuit Ataqatigiit ved parlamentsvalget i Grønland i 2018 og blev valgt til Grønlands parlament, Inatsisartut, med 98 stemmer. Ved folketingsvalget i 2019 fik hun 685 stemmer og blev første stedfortræder for Aaja Chemnitz Larsen. Ved parlamentsvalget i 2021 blev hun genvalgt med 116 stemmer. Den 15. februar 2022 trak hun sig fra sin plads i Grønlands parlament for at blive konsulent i havbeskyttelsesorganisationen Ocean North Kalaallit Nunaat.
Sofia Geisler har siden 2024 været sekretariatsleder i Inuit Circumpolar Councils Grønlandske sekretariat.